# 第3海兵砲兵連隊 (フランス軍)
第3海兵砲兵連隊（だいさんかいへいほうへいれんたい、3e régiment d'artillerie de marine：3e RAMa）は、ヴァール県ドラギニャン(Draguignan)に駐屯する、第6軽機甲旅団隷下のフランス陸軍の自走砲連隊である。
兵種は砲兵、伝統的区分は海兵隊である。

## 沿革

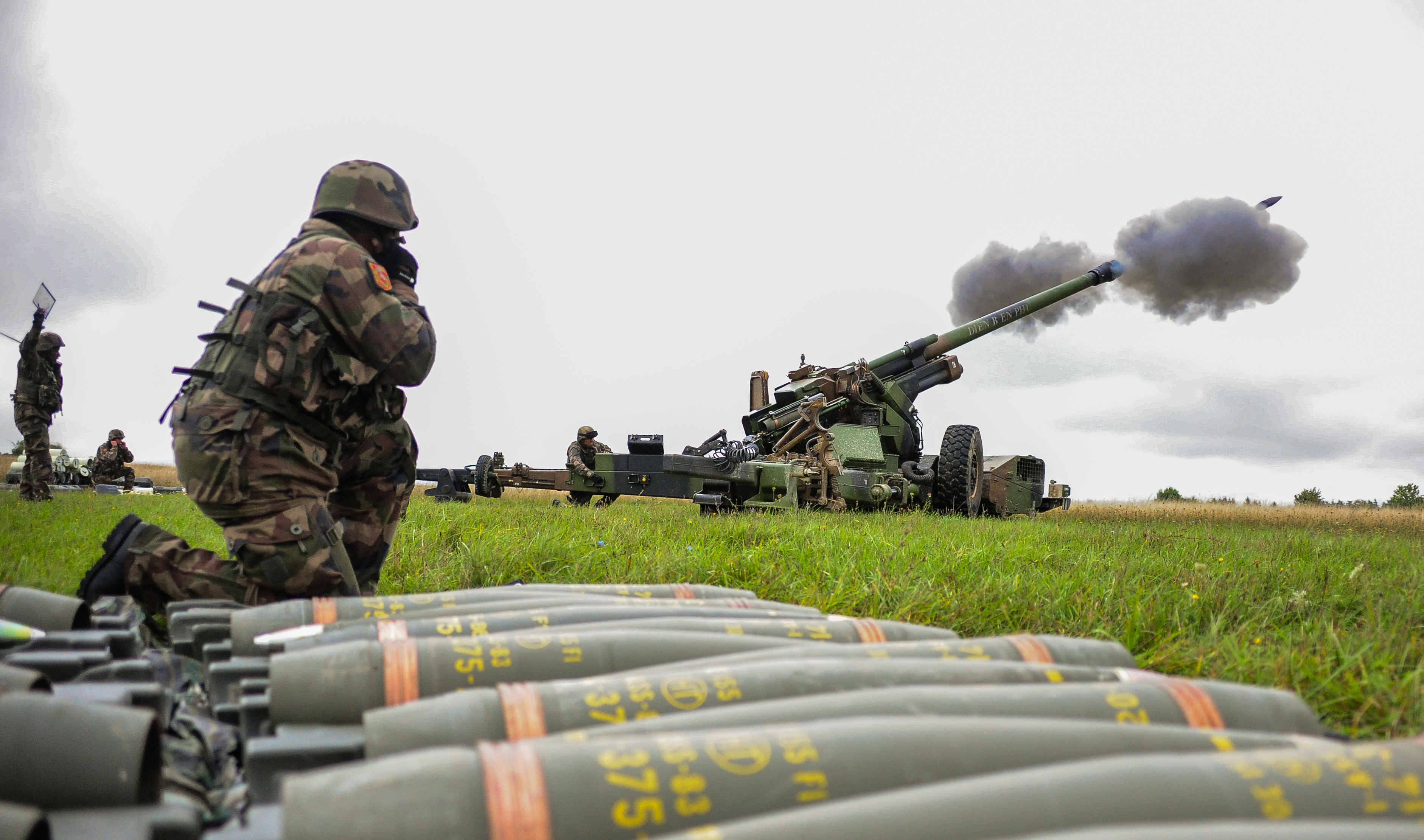
French soldiers of 3rd Marine Artillery Regiment fire a French TRF1 155 mm self-propelled howitzer as part of a live fire exercise during Combined Endeavor at the Joint Multinational Training Command's Grafenwoehr Training Area, Germany, Sept. 17, 2013.

- 1844年：モロッコ遠征、モガドルの戦いに参加。
- 1893年：ダオメー遠征に参加。天津に派遣。
- 1915年：シャンパーニュ会戦に参加。
- 1916年：ソンムの戦いに参加。
- 1942年：チュニジアの戦いに参加。
- 1944年：パリ解放戦、ストラスブール会戦に参加。
- 1999年：第6軽機甲旅団に編入。

## 最新の部隊編成
- 連隊本部
- 本部管理中隊
- 砲兵情報中隊
- 予備訓練中隊
- 第1中隊 - AuF1
- 第2中隊 - AuF1
- 第3中隊 - AuF1
- 第4中隊 - AuF1

### 定員
- 連隊の人員構成としては、合計約800名からなる。
- AuF1が33両、牽引砲10門、重迫撃砲16門、車両約260台を装備する。

## 主要装備
- GIAT BM92-G1
- FA-MAS
- AA-52
- 12.7mm重機関銃
- AuF1
- TRF1
- RTF1 120mm迫撃砲
- VOA（砲兵観測車）
- PCR（気象レーダー）
- AMX-10 VOA
- VAB
- P4
- TRM 2000
- TRM 10000
- GBC 180